# Drii Winter
 (janvier 2022).
Si vous disposez d'ouvrages ou d'articles de référence ou si vous connaissez des sites web de qualité traitant du thème abordé ici, merci de compléter l'article en donnant les références utiles à sa vérifiabilité et en les liant à la section « Notes et références ».
Pour plus de détails, voir Fiche technique et Distribution.
Drii Winter est un film germano-suisse réalisé par Michael Koch et sorti en 2022.

## Synopsis
Anna et Marco vivent à Isenthal, un village de montagne dans le canton d'Uri, en Suisse. Anna est une enfant du pays, elle a une fille, Julia, d'une précédente relation. Elle travaille comme postière et sert le soir dans l'auberge qui appartient à sa mère. Marco, robuste et taiseux, vient de la plaine. Il travaille comme ouvrier agricole pour Alois. Anna et Marco s'aiment et décident de se marier.
Mais Marco se met à souffrir de maux de tête, et sa vision de l’œil droit se détériore. À la suite d'un accident de moto sans gravité, des examens complémentaires révèlent une lésion suspecte dans son cerveau qui s'avère être une tumeur. Peu à peu, le comportement de Marco évolue, il devient imprévisible. Il perd son emploi. Nicole, une amie d'Anna, le surprend un jour en train de s'exhiber devant Julia. La vie commune n'est alors plus possible et Marco va vivre chez Alois.
L'état de santé de Marco continue à se détériorer. Il passe ses derniers jours chez Anna, qui s'occupe de lui jusqu'à son dernier souffle.
A la façon d'un chœur de tragédie antique, une chorale apparaît régulièrement avec des chants dont les paroles sont en rapport avec l'action en cours.

## Fiche technique
Sauf indication contraire, les informations mentionnées dans cette section peuvent être confirmées par la base de données cinématographiques IMDb,  présente dans la section « Liens externes ».
- Titre original : Drii Winter
- Titre français : Trois hivers
- Langue originale : suisse allemand
- Réalisation et scénario : Michael Koch
- Photographie : Armin Dierolf
- Musique : Jannik Giger, Tobias Koch
- Costumes : Sara Giancane
- Montage : Florian Riegel
- Producteur : Christof Neracher
- Coproducteurs : Christoph Friedel, Claudia Steffen
- Pays de production :  Allemagne,  Suisse
- Format : Couleurs
- Genre : drame
- Durée : 136 minutes
- Date de sortie :
  - Allemagne : 14 février 2022 (Berlinale 2022)
  - Allemagne : 15 décembre 2022
  - Suisse allemande : 1er septembre 2022
  - Suisse romande : 22 mars 2023

## Distribution
- Michèle Brand : Anna
- Simon Wisler : Marco
- Elin Zgraggen
- Daniela Barmettler
- Josef Aschwanden : Alois

## Accueil

### Accueil critique
Dans Le Temps, Stéphane Gobbo juge le film "impressionnant de maîtrise, même si, derrière des plans toujours savamment pensés, on aurait parfois aimé un peu moins d'intellectualisation et un peu plus d'émotion." Dans la Tribune de Genève, Pascal Gavillet estime qu'il s'agit d'"un des grands films suisses de ces dernières années."

## Distinction

### Sélection
- Berlinale 2022 : en compétition officielle

### Récompenses
- Festival du film de Gand 2022 : Georges Delerue Award (en)[3]
- Prix du cinéma suisse 2023 : meilleur film de fiction[4]